# CONCACAF-kampioenschap voetbal onder 20 - 2022
Het CONCACAF-kampioenschap voetbal onder 20 van 2022 was de 28e editie van het CONCACAF-kampioenschap voetbal onder 20, een CONCACAF-toernooi voor nationale ploegen van spelers onder de 20 jaar. 20 landen namen deel aan dit toernooi dat van 18 juni tot en met 3 juli 2022 in Honduras wordt gespeeld.
Op 16 september 2021 werd een nieuw format aangekondigd. In dat format zullen 19 landen (ranking 17 en lager) eerst een kwalificatietoernooi afwerken. Dit toernooi wordt gespeeld in Santo Domingo, Dominicaanse Republiek. Dit toernooi zal ook bepalen welke landen namens de CONCACAF mogen deelnemen aan het Wereldkampioenschap voetbal onder 20 van 2023 en het voetbaltoernooi op de Olympische Zomerspelen 2024.
De Verenigde Staten won het toernooi.

## Deelnemende landen
The 41 CONCACAF teams werden in een ranking geplaatst op basis van de FIFA-wereldranglijst van juni 2019. Er namen 34 landen deel aan dit toernooi. De hoogste 16 landen mogen direct aan de groepsfase meedoen. De overige landen speelden eerst dit kwalificatietoernooi.
| Ranking | Team                 | Punten |
| ------- | -------------------- | ------ |
| 1       | Verenigde Staten     | 7.092  |
| 2       | Mexico               | 6.167  |
| 3       | Panama               | 5.065  |
| 4       | Honduras             | 4.794  |
| 5       | Costa Rica           | 3.466  |
| 6       | El Salvador          | 3.395  |
| 7       | Cuba                 | 2.644  |
| 8       | Haïti                | 2.455  |
| 9       | Canada               | 2.404  |
| 10      | Trinidad en Tobago   | 2.395  |
| 11      | Guatemala            | 2.187  |
| 12      | Jamaica              | 2.089  |
| 13      | Antigua en Barbuda   | 1.535  |
| 14      | Suriname             | 1.327  |
| 15      | Saint Kitts en Nevis | 1.325  |
| 16      | Aruba                | 1.248  |

| Ranking | Team                           | Punten |
| ------- | ------------------------------ | ------ |
| 17      | Dominicaanse Republiek         | 1.232  |
| 18      | Bermuda                        | 1.214  |
| 19      | Curaçao                        | 1.194  |
| 20      | Nicaragua                      | 1,.193 |
| 21      | Puerto Rico                    | 1.150  |
| 23      | Saint Lucia                    | 871    |
| 24      | Grenada                        | 856    |
| 25      | Guyana                         | 773    |
| 26      | Dominica                       | 772    |
| 27      | Kaaimaneilanden                | 730    |
| 28      | Saint Vincent en de Grenadines | 723    |
| 30      | Belize                         | 655    |
| 31      | Barbados                       | 528    |
| 32      | Sint Maarten                   | 500    |
| 33      | Amerikaanse Maagdeneilanden    | 499    |
| 34      | Sint-Maarten                   | 466    |
| 36      | Anguilla                       | 55     |
| 39      | Britse Maagdeneilanden         | 0      |

| Ranking | Team                     | Punten |
| ------- | ------------------------ | ------ |
| 22      | Guadeloupe               | 1.050  |
| 29      | Martinique               | 681    |
| 35      | Turks- en Caicoseilanden | 67     |
| 37      | Montserrat               | 0      |
| 38      | Frans-Guyana             | 0      |
| 40      | Bonaire                  | 0      |
| 41      | Bahama's                 | 0      |

Noten
1. 1 2 3 4 5 6  Deze landen zijn geen lid van de FIFA en mogen dus ook niet deelnemen aan het wereldkampioenschap voetbal onder 19.

## Speelsteden
| · San Pedro Sula (Estadio Francisco Morazán & Estadio Olímpico Metropolitano) Tegucigalpa (Estadio Tiburcio Carías Andino) | · San Pedro Sula (Estadio Francisco Morazán & Estadio Olímpico Metropolitano) Tegucigalpa (Estadio Tiburcio Carías Andino) | · San Pedro Sula (Estadio Francisco Morazán & Estadio Olímpico Metropolitano) Tegucigalpa (Estadio Tiburcio Carías Andino) | · San Cristóbal (Estadio Panamericano) Santo Domingo (Estadio Olímpico Félix Sánchez) | · San Cristóbal (Estadio Panamericano) Santo Domingo (Estadio Olímpico Félix Sánchez) |
| Tegucigalpa | San Pedro Sula | San Pedro Sula | San Cristóbal                                                                         | Santo Domingo                                                                         |
| Estadio Tiburcio Carías Andino Capaciteit: 35.000                                                                          | Estadio Francisco Morazán Capaciteit: 18.000                                                                               | Estadio Olímpico Metropolitano Capaciteit: 37.325                                                                          | Estadio Panamericano Capaciteit: 2.800                                                | Estadio Olímpico Félix Sánchez Capaciteit: 27.000                                     |

## Kwalificatie

### Loting
De loting voor het kwalificatietoernooi vond plaats op 17 september 2021, om 11:00 (UTC−4), op het CONCACAF-hoofdkantoor in Miami. De 19 deelnemende landen werden verdeeld over 5 potten. De eerst vier potten met vier landen en pot 5 met drie landen. Aanvankelijk was de verdeling anders en zouden er bij de loting 4 potten gebruikt worden. Montserrat zou zich na de loting terugtrekken uit dit toernooi.
| Pot 1                                                    | Pot 2                                          | Pot 3                                                                  | Pot 4                                                                  | Pot 5                                                |
| -------------------------------------------------------- | ---------------------------------------------- | ---------------------------------------------------------------------- | ---------------------------------------------------------------------- | ---------------------------------------------------- |
| - Dominicaanse Republiek - Bermuda - Curaçao - Nicaragua | - Puerto Rico - Saint Lucia - Grenada - Guyana | - Dominica - Kaaimaneilanden - Saint Vincent en de Grenadines - Belize | - Barbados - Sint Maarten - Amerikaanse Maagdeneilanden - Sint-Maarten | - Anguilla - Montserrat (T) - Britse Maagdeneilanden |

- (T): Teruggetrokken na de loting.

### Groepen en wedstrijden

#### Group A
| Pos | Team                   | Wed | W | G | V | Ptn | DV | DT | +/− | Kwalificatie                |
| --- | ---------------------- | --- | - | - | - | --- | -- | -- | --- | --------------------------- |
| 1   | Curaçao                | 4   | 4 | 0 | 0 | 12  | 23 | 2  | +21 | Knock-outfase hoofdtoernooi |
| 2   | Grenada                | 4   | 3 | 0 | 1 | 9   | 18 | 6  | +12 |                             |
| 3   | Britse Maagdeneilanden | 4   | 2 | 0 | 2 | 6   | 2  | 11 | −9  |                             |
| 4   | Sint-Maarten           | 4   | 1 | 0 | 3 | 3   | 2  | 10 | −8  |                             |
| 5   | Dominica               | 4   | 0 | 0 | 4 | 0   | 2  | 18 | −16 |                             |

|                               |                                                                                        |         |              |                                                                        |
| 5 november 2021 16:00 (UTC−3) | Grenada                                                                                | 7–0     | Sint-Maarten | Estadio Panamericano, San Cristóbal Scheidsrechter: Moeth Gaymes (VIN) |
| 5 november 2021 16:00 (UTC−3) | Belfon 14' Dea. Phillip 42' (90+4) Bowen 45' Joseph 45+4' S. Williams 61' Ettienne 73' | Verslag |              | Estadio Panamericano, San Cristóbal Scheidsrechter: Moeth Gaymes (VIN) |

|                               |                                                                      |         |                        |                                                                             |
| 5 november 2021 19:00 (UTC−3) | Curaçao                                                              | 7–0     | Britse Maagdeneilanden | Estadio Panamericano, San Cristóbal Scheidsrechter: Jefferson Escobar (HON) |
| 5 november 2021 19:00 (UTC−3) | Felicia 4', 29' Sambo 18', 49' Bernadina 25' Dorand 90' Potmis 90+3' | Verslag |                        | Estadio Panamericano, San Cristóbal Scheidsrechter: Jefferson Escobar (HON) |

|                               |                        |         |                                                           |                                                                           |
| 7 november 2021 15:00 (UTC−4) | Dominica               | 2–5     | Grenada                                                   | Estadio Panamericano, San Cristóbal Scheidsrechter: Germán Martínez (SLV) |
| 7 november 2021 15:00 (UTC−4) | Anselm 6' Lawrence 53' | Verslag | 8', 59' Ettienne 32', 45+3' Joseph 80' (pen.) S. Williams | Estadio Panamericano, San Cristóbal Scheidsrechter: Germán Martínez (SLV) |

|                               |                             |         |              |                                                                       |
| 7 november 2021 18:00 (UTC−4) | Curaçao                     | 2–0     | Sint-Maarten | Estadio Panamericano, San Cristóbal Scheidsrechter: Óscar Mejía (MEX) |
| 7 november 2021 18:00 (UTC−4) | Kastaneer 14' Bernadina 40' | Verslag |              | Estadio Panamericano, San Cristóbal Scheidsrechter: Óscar Mejía (MEX) |

|                               |                        |         |          |                                                                             |
| 9 november 2021 15:00 (UTC−4) | Sint-Maarten           | 2–0     | Dominica | Estadio Panamericano, San Cristóbal Scheidsrechter: Randy Encarnación (DOM) |
| 9 november 2021 15:00 (UTC−4) | Craane 37' Eustace 88' | Verslag |          | Estadio Panamericano, San Cristóbal Scheidsrechter: Randy Encarnación (DOM) |

|                               |                        |         |                                                  |                                                                        |
| 9 november 2021 18:00 (UTC−4) | Britse Maagdeneilanden | 0–4     | Grenada                                          | Estadio Panamericano, San Cristóbal Scheidsrechter: Erick Lezama (NCA) |
| 9 november 2021 18:00 (UTC−4) |                        | Verslag | 27' Clarke 33' Lawlite 45+2' Lemoud 67' Ettienne | Estadio Panamericano, San Cristóbal Scheidsrechter: Erick Lezama (NCA) |

|                                |                        |         |              |                                                                           |
| 11 november 2021 15:00 (UTC−4) | Britse Maagdeneilanden | 1–0     | Sint-Maarten | Estadio Panamericano, San Cristóbal Scheidsrechter: Adonis Carrasco (DOM) |
| 11 november 2021 15:00 (UTC−4) | Chalwell 70'           | Verslag |              | Estadio Panamericano, San Cristóbal Scheidsrechter: Adonis Carrasco (DOM) |

|                                |          |         | |                                                                         |
| 11 november 2021 18:00 (UTC−4) | Dominica | 0–10    | Curaçao                                                                                                  | Estadio Panamericano, San Cristóbal Scheidsrechter: Steffon Dewar (JAM) |
| 11 november 2021 18:00 (UTC−4) |          | Verslag | 5', 86' Does 11', 45' Felicia 14', 24', 53' (pen.), 59' (pen.) Bernadina 64' Ilaria 84' (e.d.) Augustine | Estadio Panamericano, San Cristóbal Scheidsrechter: Steffon Dewar (JAM) |

|                                |          |         |                        |                                                                      |
| 13 november 2021 15:00 (UTC−4) | Dominica | 0–1     | Britse Maagdeneilanden | Estadio Panamericano, San Cristóbal Scheidsrechter: Julio Luna (GUA) |
| 13 november 2021 15:00 (UTC−4) |          | Verslag | 39' (pen.) Forbes      | Estadio Panamericano, San Cristóbal Scheidsrechter: Julio Luna (GUA) |

|                                |                                    |         |                             |                                                                             |
| 13 november 2021 18:00 (UTC−4) | Curaçao                            | 4–2     | Grenada                     | Estadio Panamericano, San Cristóbal Scheidsrechter: Randy Encarnación (DOM) |
| 13 november 2021 18:00 (UTC−4) | Inesia 42' Sambo 45', 77' Does 46' | Verslag | 59' Dea. Phillip 81' Clarke | Estadio Panamericano, San Cristóbal Scheidsrechter: Randy Encarnación (DOM) |

#### Group B
| Pos | Team                   | Wed | W | G | V | Ptn | DV | DT | +/− | Kwalificatie                |
| --- | ---------------------- | --- | - | - | - | --- | -- | -- | --- | --------------------------- |
| 1   | Dominicaanse Republiek | 4   | 3 | 1 | 0 | 10  | 12 | 2  | +10 | Knock-outfase hoofdtoernooi |
| 2   | Saint Lucia            | 4   | 2 | 2 | 0 | 8   | 10 | 4  | +6  |                             |
| 3   | Belize                 | 4   | 2 | 1 | 1 | 7   | 10 | 3  | +7  |                             |
| 4   | Anguilla               | 4   | 0 | 1 | 3 | 1   | 2  | 15 | −13 |                             |
| 5   | Sint Maarten           | 4   | 0 | 1 | 3 | 1   | 5  | 15 | −10 |                             |

|                               |                                            |         |                           |                                                                                  |
| 5 november 2021 16:00 (UTC−3) | Saint Lucia                                | 5–2     | Sint Maarten              | Estadio Olímpico Félix Sánchez, Santo Domingo Scheidsrechter: Erick Lezama (NCA) |
| 5 november 2021 16:00 (UTC−3) | Keegan 4', 43', 89' Berthier 10' Caroo 87' | Verslag | 8' Isidor 40' Fremondiere | Estadio Olímpico Félix Sánchez, Santo Domingo Scheidsrechter: Erick Lezama (NCA) |

|                               |                                                                       |         |          |                                                                                   |
| 5 november 2021 19:00 (UTC−3) | Dominicaanse Republiek                                                | 6–0     | Anguilla | Estadio Olímpico Félix Sánchez, Santo Domingo Scheidsrechter: Edgar Ramírez (SLV) |
| 5 november 2021 19:00 (UTC−3) | Joseph 2' Martes 10' Sandy 33' Vargas 50' Bryan 72' (e.d.) Azcona 74' | Verslag |          | Estadio Olímpico Félix Sánchez, Santo Domingo Scheidsrechter: Edgar Ramírez (SLV) |

|                               |         |     |             |                                                                                   |
| 7 november 2021 15:00 (UTC−4) | Belize  | 0–0 | Saint Lucia | Estadio Olímpico Félix Sánchez, Santo Domingo Scheidsrechter: Steffon Dewar (JAM) |
| 7 november 2021 15:00 (UTC−4) | Verslag |     |             | Estadio Olímpico Félix Sánchez, Santo Domingo Scheidsrechter: Steffon Dewar (JAM) |

|                               |                        |         |              |                                                                                         |
| 7 november 2021 18:00 (UTC−4) | Dominicaanse Republiek | 2–0     | Sint Maarten | Estadio Olímpico Félix Sánchez, Santo Domingo Scheidsrechter: Pierre-Luc Lauzière (CAN) |
| 7 november 2021 18:00 (UTC−4) | More 18' Joseph 40'    | Verslag |              | Estadio Olímpico Félix Sánchez, Santo Domingo Scheidsrechter: Pierre-Luc Lauzière (CAN) |

|                               |                  |         |                                                                   |                                                                                  |
| 9 november 2021 15:00 (UTC−4) | Sint Maarten     | 1–6     | Belize                                                            | Estadio Olímpico Félix Sánchez, Santo Domingo Scheidsrechter: Moeth Gaymes (VIN) |
| 9 november 2021 15:00 (UTC−4) | Gomez 35' (e.d.) | Verslag | 13' Augustine 15' Daniels 31', 83' Reneau 45+2' Higinio 75' Dubon | Estadio Olímpico Félix Sánchez, Santo Domingo Scheidsrechter: Moeth Gaymes (VIN) |

|                               |          |         |                                          |                                                                                      |
| 9 november 2021 18:00 (UTC−4) | Anguilla | 0–3     | Saint Lucia                              | Estadio Olímpico Félix Sánchez, Santo Domingo Scheidsrechter: Joseph Dickerson (USA) |
| 9 november 2021 18:00 (UTC−4) |          | Verslag | 30' Sandiford 38' (e.d.) Bryan 71' Caroo | Estadio Olímpico Félix Sánchez, Santo Domingo Scheidsrechter: Joseph Dickerson (USA) |

|                                |                |         |                              |                                                                                         |
| 11 november 2021 15:00 (UTC−4) | Anguilla       | 2–2     | Sint Maarten                 | Estadio Olímpico Félix Sánchez, Santo Domingo Scheidsrechter: Pierre-Luc Lauzière (CAN) |
| 11 november 2021 15:00 (UTC−4) | Gayle 82', 88' | Verslag | 12' (pen.) Isidor 68' Chilin | Estadio Olímpico Félix Sánchez, Santo Domingo Scheidsrechter: Pierre-Luc Lauzière (CAN) |

|                                |        |         |                        |                                                                                    |
| 11 november 2021 18:00 (UTC−4) | Belize | 0–2     | Dominicaanse Republiek | Estadio Olímpico Félix Sánchez, Santo Domingo Scheidsrechter: Alex Chilowicz (USA) |
| 11 november 2021 18:00 (UTC−4) |        | Verslag | 16' de Oca 23' Alvarez | Estadio Olímpico Félix Sánchez, Santo Domingo Scheidsrechter: Alex Chilowicz (USA) |

|                                |                                                    |         |          |                                                                                      |
| 13 november 2021 15:00 (UTC−4) | Belize                                             | 4–0     | Anguilla | Estadio Olímpico Félix Sánchez, Santo Domingo Scheidsrechter: Joseph Dickerson (USA) |
| 13 november 2021 15:00 (UTC−4) | Higinio 19' Daniels 38', 61' Bradshaw 90+1' (e.d.) | Verslag |          | Estadio Olímpico Félix Sánchez, Santo Domingo Scheidsrechter: Joseph Dickerson (USA) |

|                                |                         |         |                 |                                                                                 |
| 13 november 2021 18:00 (UTC−4) | Dominicaanse Republiek  | 2–2     | Saint Lucia     | Estadio Olímpico Félix Sánchez, Santo Domingo Scheidsrechter: David Gómez (CRC) |
| 13 november 2021 18:00 (UTC−4) | Joseph 88' Azcona 90+4' | Verslag | 28', 45' Keegan | Estadio Olímpico Félix Sánchez, Santo Domingo Scheidsrechter: David Gómez (CRC) |

#### Group C
| Pos | Team                           | Wed | W | G | V | Ptn | DV | DT | +/− | Kwalificatie                |
| --- | ------------------------------ | --- | - | - | - | --- | -- | -- | --- | --------------------------- |
| 1   | Puerto Rico                    | 3   | 2 | 0 | 1 | 6   | 7  | 3  | +4  | Knock-outfase hoofdtoernooi |
| 2   | Saint Vincent en de Grenadines | 3   | 2 | 0 | 1 | 6   | 5  | 3  | +2  |                             |
| 3   | Bermuda                        | 3   | 2 | 0 | 1 | 6   | 6  | 8  | −2  |                             |
| 4   | Barbados                       | 3   | 0 | 0 | 3 | 0   | 2  | 6  | −4  |                             |

|                               |             |             |                                |                                               |
| 6 november 2021 16:00 (UTC−3) | Puerto Rico | 0–3 (Regl.) | Saint Vincent en de Grenadines | Estadio Olímpico Félix Sánchez, Santo Domingo |
| 6 november 2021 16:00 (UTC−3) | Verslag     |             |                                | Estadio Olímpico Félix Sánchez, Santo Domingo |

|                               |                                      |         |                               |                                                                                |
| 6 november 2021 19:00 (UTC−3) | Bermuda                              | 3–2     | Barbados                      | Estadio Olímpico Félix Sánchez, Santo Domingo Scheidsrechter: Julio Luna (GUA) |
| 6 november 2021 19:00 (UTC−3) | Richardson 38' Mills 41' Jones 90+2' | Verslag | 35' (pen.) Lucas 90+1' Morris | Estadio Olímpico Félix Sánchez, Santo Domingo Scheidsrechter: Julio Luna (GUA) |

|                               |             |         |          |                                                                                     |
| 8 november 2021 15:00 (UTC−4) | Puerto Rico | 1–0     | Barbados | Estadio Olímpico Félix Sánchez, Santo Domingo Scheidsrechter: Adonis Carrasco (DOM) |
| 8 november 2021 15:00 (UTC−4) | Mateo 10'   | Verslag |          | Estadio Olímpico Félix Sánchez, Santo Domingo Scheidsrechter: Adonis Carrasco (DOM) |

|                               |                               |         |                                |                                                                                       |
| 8 november 2021 18:00 (UTC−4) | Bermuda                       | 3–0     | Saint Vincent en de Grenadines | Estadio Olímpico Félix Sánchez, Santo Domingo Scheidsrechter: Jefferson Escobar (HON) |
| 8 november 2021 18:00 (UTC−4) | Warner 48' Hall 74' Jones 83' | Verslag |                                | Estadio Olímpico Félix Sánchez, Santo Domingo Scheidsrechter: Jefferson Escobar (HON) |

|                                |          |         |                                      |                                                                                 |
| 10 november 2021 15:00 (UTC−4) | Barbados | 0–2     | Saint Vincent en de Grenadines       | Estadio Olímpico Félix Sánchez, Santo Domingo Scheidsrechter: Óscar Mejía (MEX) |
| 10 november 2021 15:00 (UTC−4) |          | Verslag | 61' (pen.) Velox 68' (pen.) Richards | Estadio Olímpico Félix Sánchez, Santo Domingo Scheidsrechter: Óscar Mejía (MEX) |

|                                |                                                                   |         |         |                                                                                     |
| 10 november 2021 18:00 (UTC−4) | Puerto Rico                                                       | 6–0     | Bermuda | Estadio Olímpico Félix Sánchez, Santo Domingo Scheidsrechter: Germán Martínez (SLV) |
| 10 november 2021 18:00 (UTC−4) | de León 5', 62' Cruz 40', 42' Rivera 69' (pen.) Joseph 75' (e.d.) | Verslag |         | Estadio Olímpico Félix Sánchez, Santo Domingo Scheidsrechter: Germán Martínez (SLV) |

#### Groep D
| Pos | Team                        | Wed | W | G | V | Ptn | DV | DT | +/− | Kwalificatie                |
| --- | --------------------------- | --- | - | - | - | --- | -- | -- | --- | --------------------------- |
| 1   | Nicaragua                   | 3   | 3 | 0 | 0 | 9   | 14 | 1  | +13 | Knock-outfase hoofdtoernooi |
| 2   | Kaaimaneilanden             | 3   | 1 | 1 | 1 | 4   | 6  | 4  | +2  |                             |
| 3   | Guyana                      | 3   | 1 | 1 | 1 | 4   | 5  | 6  | −1  |                             |
| 4   | Amerikaanse Maagdeneilanden | 3   | 0 | 0 | 3 | 0   | 3  | 17 | −14 |                             |

|                               |         |     |                 |                                                                            |
| 6 november 2021 16:00 (UTC−3) | Guyana  | 0–0 | Kaaimaneilanden | Estadio Panamericano, San Cristóbal Scheidsrechter: Joseph Dickerson (USA) |
| 6 november 2021 16:00 (UTC−3) | Verslag |     |                 | Estadio Panamericano, San Cristóbal Scheidsrechter: Joseph Dickerson (USA) |

|                               |                                                                               |         |                             |                                                                       |
| 6 november 2021 19:00 (UTC−3) | Nicaragua                                                                     | 7–0     | Amerikaanse Maagdeneilanden | Estadio Panamericano, San Cristóbal Scheidsrechter: David Gómez (CRC) |
| 6 november 2021 19:00 (UTC−3) | Batiz 7', 25' Caceres 28', 80' Talavera 33' (pen.) Gutiérrez 36' Corrales 84' | Verslag |                             | Estadio Panamericano, San Cristóbal Scheidsrechter: David Gómez (CRC) |

|                               |                                            |         |                             |                                                                         |
| 8 november 2021 15:00 (UTC−4) | Guyana                                     | 5–1     | Amerikaanse Maagdeneilanden | Estadio Panamericano, San Cristóbal Scheidsrechter: Edgar Ramírez (SLV) |
| 8 november 2021 15:00 (UTC−4) | Glasgow 34', 41', 57' Niles 45' Coates 88' | Verslag | 55' (pen.) Henry            | Estadio Panamericano, San Cristóbal Scheidsrechter: Edgar Ramírez (SLV) |

|                               |                           |         |                       |                                                                          |
| 8 november 2021 18:00 (UTC−4) | Nicaragua                 | 2–1     | Kaaimaneilanden       | Estadio Panamericano, San Cristóbal Scheidsrechter: Alex Chilowicz (USA) |
| 8 november 2021 18:00 (UTC−4) | Caceres 50' Gutiérrez 71' | Verslag | 56' Hendricks-Seymour | Estadio Panamericano, San Cristóbal Scheidsrechter: Alex Chilowicz (USA) |

|                                |                                |         |                                                       |                                                                      |
| 10 november 2021 15:00 (UTC−4) | Amerikaanse Maagdeneilanden    | 2–5     | Kaaimaneilanden                                       | Estadio Panamericano, San Cristóbal Scheidsrechter: Julio Luna (GUA) |
| 10 november 2021 15:00 (UTC−4) | Henry 30' (pen.) William 90+3' | Verslag | 13', 78' Hendricks-Seymour 53', 67'Conolly 65' Ebanks | Estadio Panamericano, San Cristóbal Scheidsrechter: Julio Luna (GUA) |

|                                |        |         |                                               |                                                                       |
| 10 november 2021 18:00 (UTC−4) | Guyana | 0–5     | Nicaragua                                     | Estadio Panamericano, San Cristóbal Scheidsrechter: David Gómez (CRC) |
| 10 november 2021 18:00 (UTC−4) |        | Verslag | 32', 48' Talavera 54' Batiz 60', 77' Palacios | Estadio Panamericano, San Cristóbal Scheidsrechter: David Gómez (CRC) |

## Hoofdtoernooi

### Loting
De loting voor het hoofdtoernooi werd gehouden op 3 maart 2022 om 12:00 (UTC−4) in het CONCACAF-hoofdkantoor in Miami, Florida. De 16 deelnemende landen werden verdeeld in 4 potten. In iedere pot zaten vier landen. De verdeling was gebaseerd op de FIFA-wereldranglijst.
| Pot 1                                                                           | Pot 2                             | Pot 3                                       | Pot 4                                                  |
| ------------------------------------------------------------------------------- | --------------------------------- | ------------------------------------------- | ------------------------------------------------------ |
| Verenigde Staten (groep E) Mexico (groep F) Panama (groep G) Honduras (groep H) | Costa Rica El Salvador Cuba Haïti | Canada Trinidad en Tobago Guatemala Jamaica | Antigua en Barbuda Suriname Saint Kitts en Nevis Aruba |

### Groepen en wedstrijden
De top 3 van iedere groep kwalificeert zich voor de knock-outfase en worden daar samengevoegd met de vier landen uit de kwalificatiefase.
Beslissingscriteria
De ranking van de landen in de poules wordt bepaald door de volgende criteria (Regulations artikel 12.7):
1. Punten behaald in alle groepswedstrijden;
2. Doelsaldo behaald in alle groepswedstrijden;
3. Aantal doelpunten gescoord in alle groepswedstrijden;
4. Aantal punten behaald in de wedstrijden tussen de gelijk eindigende teams;
5. Doelsaldo in de wedstrijden tussen de landen in de gelijk eindigende teams;
6. Aantal doelpunten gescoord in de gelijk eindigende teams;
7. Fair-Playklassement van het toernooi
  - Gele kaart −1
  - Rode kaart na twee gele kaarten −3
  - Directe rode kaart −4
  - Gele kaart en daarna een directe rode kaart −5
8. Loting

#### Groep E
| Pos | Team                 | Wed | W | G | V | Ptn | DV | DT | +/− | Kwalificatie  |
| --- | -------------------- | --- | - | - | - | --- | -- | -- | --- | ------------- |
| 1   | Verenigde Staten     | 3   | 2 | 1 | 0 | 7   | 15 | 2  | +13 | Knock-outfase |
| 2   | Cuba                 | 3   | 2 | 0 | 1 | 6   | 7  | 3  | +4  | Knock-outfase |
| 3   | Canada               | 3   | 1 | 1 | 1 | 4   | 6  | 3  | +3  | Knock-outfase |
| 4   | Saint Kitts en Nevis | 3   | 0 | 0 | 3 | 0   | 0  | 20 | −20 |               |

|                            | |         |                      |                                                                                       |
| 18 juni 2022 14:00 (UTC−6) | Verenigde Staten | 10–0    | Saint Kitts en Nevis | Estadio Nacional, Tegucigalpa Toeschouwers: 110 Scheidsrechter: Ricardo Montero (CRC) |
| 18 juni 2022 14:00 (UTC−6) | Cowell 18' (pen.) Clark 32' (pen.) Wolff 44' Pukštas 45+1' Cuevas 45+3' Tsakiris 45+8' (pen.), 70' Chiuta 48' (e.d.) Aaronson 64', 68' | Verslag |                      | Estadio Nacional, Tegucigalpa Toeschouwers: 110 Scheidsrechter: Ricardo Montero (CRC) |

|                            |            |         |        |                                                                   |
| 18 juni 2022 18:30 (UTC−6) | Cuba       | 1–0     | Canada | Estadio Nacional, Tegucigalpa Scheidsrechter: Said Martínez (HON) |
| 18 juni 2022 18:30 (UTC−6) | Martín 42' | Verslag |        | Estadio Nacional, Tegucigalpa Scheidsrechter: Said Martínez (HON) |

|                            |                      |         |                                                                                 |                                                                      |
| 20 juni 2022 14:00 (UTC−6) | Saint Kitts en Nevis | 0–6     | Cuba                                                                            | Estadio Nacional, Tegucigalpa Scheidsrechter: Daneon Parchment (JAM) |
| 20 juni 2022 14:00 (UTC−6) |                      | Verslag | 18' Martín 61' Hernández 73' Penalver 78' (e.d.) Mills 79' Torrez 90' Rodríguez | Estadio Nacional, Tegucigalpa Scheidsrechter: Daneon Parchment (JAM) |

|                            |                                |         |                        |                                                                 |
| 20 juni 2022 18:30 (UTC−6) | Canada                         | 2–2     | Verenigde Staten       | Estadio Nacional, Tegucigalpa Scheidsrechter: Marco Ortíz (MEX) |
| 20 juni 2022 18:30 (UTC−6) | Wright 15' Halliday 69' (e.d.) | Verslag | 53' McGlynn 72' Cowell | Estadio Nacional, Tegucigalpa Scheidsrechter: Marco Ortíz (MEX) |

|                            |                                        |         |                      |                                                                   |
| 22 juni 2022 15:00 (UTC−6) | Canada                                 | 4–0     | Saint Kitts en Nevis | Estadio Nacional, Tegucigalpa Scheidsrechter: Oshane Nation (JAM) |
| 22 juni 2022 15:00 (UTC−6) | Catavolo 59', 65' Wright 78' Henry 80' | Verslag |                      | Estadio Nacional, Tegucigalpa Scheidsrechter: Oshane Nation (JAM) |

|                            |                      |         |      |                                                                  |
| 22 juni 2022 19:30 (UTC−6) | Verenigde Staten     | 3–0     | Cuba | Estadio Nacional, Tegucigalpa Scheidsrechter: Selvin Brown (HON) |
| 22 juni 2022 19:30 (UTC−6) | Sullivan 2', 8', 43' | Verslag |      | Estadio Nacional, Tegucigalpa Scheidsrechter: Selvin Brown (HON) |

#### Groep F
| Pos | Team               | Wed | W | G | V | Ptn | DV | DT | +/− | Kwalificatie  |
| --- | ------------------ | --- | - | - | - | --- | -- | -- | --- | ------------- |
| 1   | Mexico             | 3   | 2 | 1 | 0 | 7   | 13 | 0  | +13 | Knockout-fase |
| 2   | Haïti              | 3   | 1 | 2 | 0 | 5   | 7  | 4  | +3  | Knockout-fase |
| 3   | Trinidad en Tobago | 3   | 1 | 1 | 1 | 4   | 7  | 9  | −2  | Knockout-fase |
| 4   | Suriname           | 3   | 0 | 0 | 3 | 0   | 0  | 14 | −14 |               |

|                            |                                              |         |                                   |                                                                      |
| 19 juni 2022 17:00 (UTC−6) | Haïti                                        | 4–4     | Trinidad en Tobago                | Estadio Morazán, San Pedro Sula Scheidsrechter: Rubiel Vázquez (USA) |
| 19 juni 2022 17:00 (UTC−6) | Leazard 30' Jeudy 45' (pen.), 53' Destin 90' | Verslag | 2', 72' James 42' Thomas 70' Gill | Estadio Morazán, San Pedro Sula Scheidsrechter: Rubiel Vázquez (USA) |

|                            |                                                                                          |         |          |                                                                  |
| 19 juni 2022 21:30 (UTC−6) | Mexico                                                                                   | 8–0     | Suriname | Estadio Morazán, San Pedro Sula Scheidsrechter: Reon Radix (GRN) |
| 19 juni 2022 21:30 (UTC−6) | Lozano 13' Mariscal 23', 25', 87' Ambriz 33' González 45+1' Leone 90+3' Hernández 90+13' | Verslag |          | Estadio Morazán, San Pedro Sula Scheidsrechter: Reon Radix (GRN) |

|                            |          |         |                              |                                                                         |
| 21 juni 2022 17:00 (UTC−6) | Suriname | 0–3     | Haïti                        | Estadio Morazán, San Pedro Sula Scheidsrechter: Randy Encarnación (DOM) |
| 21 juni 2022 17:00 (UTC−6) |          | Verslag | 48', 59' Jeudy 63' Belizaire | Estadio Morazán, San Pedro Sula Scheidsrechter: Randy Encarnación (DOM) |

|                            |                    |         |                                                              |                                                                    |
| 21 juni 2022 21:30 (UTC−6) | Trinidad en Tobago | 0–5     | Mexico                                                       | Estadio Morazán, San Pedro Sula Scheidsrechter: Drew Fischer (CAN) |
| 21 juni 2022 21:30 (UTC−6) |                    | Verslag | 28' Leone 45+2' González 48' (pen.), 80' Lozano 53' J. Pérez | Estadio Morazán, San Pedro Sula Scheidsrechter: Drew Fischer (CAN) |

|                            |                         |         |          |                                                                   |
| 23 juni 2022 17:00 (UTC−6) | Trinidad en Tobago      | 3–0     | Suriname | Estadio Morazán, San Pedro Sula Scheidsrechter: Bryan López (GUA) |
| 23 juni 2022 17:00 (UTC−6) | James 64', 88' Khan 84' | Verslag |          | Estadio Morazán, San Pedro Sula Scheidsrechter: Bryan López (GUA) |

|                            |         |     |       |                                                                    |
| 23 juni 2022 21:30 (UTC−6) | Mexico  | 0–0 | Haïti | Estadio Morazán, San Pedro Sula Scheidsrechter: Walter López (GUA) |
| 23 juni 2022 21:30 (UTC−6) | Verslag |     |       | Estadio Morazán, San Pedro Sula Scheidsrechter: Walter López (GUA) |

#### Groep G
| Pos | Team        | Wed | W | G | V | Ptn | DV | DT | +/− | Kwalificatie  |
| --- | ----------- | --- | - | - | - | --- | -- | -- | --- | ------------- |
| 1   | El Salvador | 3   | 2 | 1 | 0 | 7   | 9  | 2  | +7  | Knockout-fase |
| 2   | Guatemala   | 3   | 2 | 0 | 1 | 6   | 6  | 7  | −1  | Knockout-fase |
| 3   | Panama      | 3   | 1 | 1 | 1 | 4   | 6  | 3  | +3  | Knockout-fase |
| 4   | Aruba       | 3   | 0 | 0 | 3 | 0   | 2  | 11 | −9  |               |

|                            |                                                           |         |             |                                                                  |
| 19 juni 2022 15:00 (UTC−6) | El Salvador                                               | 5–1     | Guatemala   | Estadio Nacional, Tegucigalpa Scheidsrechter: Selvin Brown (HON) |
| 19 juni 2022 15:00 (UTC−6) | Romero 15' Recinos 35' (e.d.) Gil 61' Osorio 65' Cruz 86' | Verslag | 58' Ordoñez | Estadio Nacional, Tegucigalpa Scheidsrechter: Selvin Brown (HON) |

|                            |                                                   |         |       |                                                                   |
| 19 juni 2022 19:30 (UTC−6) | Panama                                            | 5–0     | Aruba | Estadio Nacional, Tegucigalpa Scheidsrechter: Oshane Nation (JAM) |
| 19 juni 2022 19:30 (UTC−6) | Betegón 7', 31' Garrido 42' Tejada 59' Rivera 64' | Verslag |       | Estadio Nacional, Tegucigalpa Scheidsrechter: Oshane Nation (JAM) |

|                            |              |         |                                                  |                                                                            |
| 21 juni 2022 15:00 (UTC−6) | Aruba        | 1–4     | El Salvador                                      | Estadio Nacional, Tegucigalpa Scheidsrechter: Luis Enrique Santander (MEX) |
| 21 juni 2022 15:00 (UTC−6) | Monsanto 11' | Verslag | 45+4' (pen.) Esquivel 53' Rivas 76', 84' Mariona | Estadio Nacional, Tegucigalpa Scheidsrechter: Luis Enrique Santander (MEX) |

|                            |                                     |         |            |                                                                    |
| 21 juni 2022 19:30 (UTC−6) | Guatemala                           | 3–1     | Panama     | Estadio Nacional, Tegucigalpa Scheidsrechter: Keylor Herrera (CRC) |
| 21 juni 2022 19:30 (UTC−6) | Juárez 17' Ordoñez 45+3' Santos 69' | Verslag | 35' Tejada | Estadio Nacional, Tegucigalpa Scheidsrechter: Keylor Herrera (CRC) |

|                            |                        |         |             |                                                                     |
| 23 juni 2022 15:00 (UTC−6) | Guatemala              | 2–1     | Aruba       | Estadio Nacional, Tegucigalpa Scheidsrechter: Ricardo Montero (CRC) |
| 23 juni 2022 15:00 (UTC−6) | Ordoñez 18' Juárez 54' | Verslag | 14' E. Nedd | Estadio Nacional, Tegucigalpa Scheidsrechter: Ricardo Montero (CRC) |

|                            |         |     |             |                                                                 |
| 23 juni 2022 19:30 (UTC−6) | Panama  | 0–0 | El Salvador | Estadio Nacional, Tegucigalpa Scheidsrechter: Marco Ortiz (MEX) |
| 23 juni 2022 19:30 (UTC−6) | Verslag |     |             | Estadio Nacional, Tegucigalpa Scheidsrechter: Marco Ortiz (MEX) |

#### Groep H
| Pos | Team               | Wed | W | G | V | Ptn | DV | DT | +/− | Kwalificatie  |
| --- | ------------------ | --- | - | - | - | --- | -- | -- | --- | ------------- |
| 1   | Honduras           | 3   | 3 | 0 | 0 | 9   | 9  | 0  | +9  | Knockout-fase |
| 2   | Costa Rica         | 3   | 1 | 1 | 1 | 4   | 4  | 2  | +2  | Knockout-fase |
| 3   | Jamaica            | 3   | 1 | 1 | 1 | 4   | 3  | 6  | −3  | Knockout-fase |
| 4   | Antigua en Barbuda | 3   | 0 | 0 | 3 | 0   | 0  | 8  | −8  |               |

|                            |               |         |                     |                                                                   |
| 18 juni 2022 18:00 (UTC−6) | Costa Rica    | 1–1     | Jamaica             | Estadio Morazán, San Pedro Sula Scheidsrechter: Iván Barton (SLV) |
| 18 juni 2022 18:00 (UTC−6) | Rodríguez 58' | Verslag | 90+8' (pen.) Clarke | Estadio Morazán, San Pedro Sula Scheidsrechter: Iván Barton (SLV) |

|                            |                                           |         |                    |                                                                    |
| 18 juni 2022 21:30 (UTC−6) | Honduras                                  | 3–0     | Antigua en Barbuda | Estadio Morazán, San Pedro Sula Scheidsrechter: Walter López (GUA) |
| 18 juni 2022 21:30 (UTC−6) | Zúñiga 31' Macías 71' Aceituno 84' (pen.) | Verslag |                    | Estadio Morazán, San Pedro Sula Scheidsrechter: Walter López (GUA) |

|                            |                    |         |                                      |                                                                   |
| 20 juni 2022 17:00 (UTC−6) | Antigua en Barbuda | 0–3     | Costa Rica                           | Estadio Morazán, San Pedro Sula Scheidsrechter: Bryan López (GUA) |
| 20 juni 2022 17:00 (UTC−6) |                    | Verslag | 48' Calderón 78' Escoe 89' Rodríguez | Estadio Morazán, San Pedro Sula Scheidsrechter: Bryan López (GUA) |

|                            |         |         |                                               |                                                                   |
| 20 juni 2022 21:30 (UTC−6) | Jamaica | 0–5     | Honduras                                      | Estadio Morazán, San Pedro Sula Scheidsrechter: José Torres (PUR) |
| 20 juni 2022 21:30 (UTC−6) |         | Verslag | 3', 35' Aceituno 48' Castillo 58', 85' Macías | Estadio Morazán, San Pedro Sula Scheidsrechter: José Torres (PUR) |

|                            |                                |         |                    |                                                                      |
| 22 juni 2022 17:00 (UTC−6) | Jamaica                        | 2–0     | Antigua en Barbuda | Estadio Morazán, San Pedro Sula Scheidsrechter: Rubiel Vázquez (USA) |
| 22 juni 2022 17:00 (UTC−6) | Scarlett 41' Clarke 81' (pen.) | Verslag |                    | Estadio Morazán, San Pedro Sula Scheidsrechter: Rubiel Vázquez (USA) |

|                            |                      |         |            |                                                                  |
| 22 juni 2022 21:30 (UTC−6) | Honduras             | 1–0     | Costa Rica | Estadio Morazán, San Pedro Sula Scheidsrechter: Reon Radix (GRN) |
| 22 juni 2022 21:30 (UTC−6) | Contreras 59' (pen.) | Verslag |            | Estadio Morazán, San Pedro Sula Scheidsrechter: Reon Radix (GRN) |

### Knock-outfase
|  | Achtste finale | Achtste finale         | Achtste finale         |       |                        | Kwartfinale | Kwartfinale            | Kwartfinale |  |  | Halve finale | Halve finale | Halve finale     |   |  | Finale | Finale | Finale |
|  |                |                        |                        |       |                        |             |                        |             |  |  |              |              |                  |   |  |        |        |        |
|  |                | Verenigde Staten       | 5                      |       |                        |             |                        |             |  |  |              |              |                  |   |  |        |        |        |
|  |                | Nicaragua              | 0                      |       |                        |             |                        |             |  |  |              |              |                  |   |  |        |        |        |
|  |                | Nicaragua              | 0                      |       | Verenigde Staten       | 2           |                        |             |  |  |              |              |                  |   |  |        |        |        |
|  |                |                        |                        |       | Verenigde Staten       | 2           |                        |             |  |  |              |              |                  |   |  |        |        |        |
|  |                |                        | Costa Rica             | 0     |                        |             |                        |             |  |  |              |              |                  |   |  |        |        |        |
|  |                | Costa Rica             | Costa Rica             | 0     | 4                      |             |                        |             |  |  |              |              |                  |   |  |        |        |        |
|  |                |                        |                        |       | 4                      |             |                        |             |  |  |              |              |                  |   |  |        |        |        |
|  |                | Trinidad en Tobago     | 1                      |       |                        |             |                        |             |  |  |              |              |                  |   |  |        |        |        |
|  |                |                        |                        |       |                        |             | Verenigde Staten       | 3           |  |  |              |              |                  |   |  |        |        |        |
|  |                |                        |                        |       |                        |             |                        |             |  |  |              |              |                  |   |  |        |        |        |
|  |                |                        | Honduras               | 0     |                        |             |                        |             |  |  |              |              |                  |   |  |        |        |        |
|  |                | Cuba                   | Honduras               | 0     | 0                      |             |                        |             |  |  |              |              |                  |   |  |        |        |        |
|  |                |                        |                        |       | 0                      |             |                        |             |  |  |              |              |                  |   |  |        |        |        |
|  |                | Panama                 | 1                      |       |                        |             |                        |             |  |  |              |              |                  |   |  |        |        |        |
|  |                | Panama                 | 1                      |       | Panama                 | 1           |                        |             |  |  |              |              |                  |   |  |        |        |        |
|  |                |                        |                        |       | Panama                 | 1           |                        |             |  |  |              |              |                  |   |  |        |        |        |
|  |                |                        | Honduras               | 2     |                        |             |                        |             |  |  |              |              |                  |   |  |        |        |        |
|  |                | Honduras               | Honduras               | 2     | 4                      |             |                        |             |  |  |              |              |                  |   |  |        |        |        |
|  |                |                        |                        |       | 4                      |             |                        |             |  |  |              |              |                  |   |  |        |        |        |
|  |                | Curaçao                | 1                      |       |                        |             |                        |             |  |  |              |              |                  |   |  |        |        |        |
|  |                |                        |                        |       |                        |             |                        |             |  |  |              |              | Verenigde Staten | 6 |  |        |        |        |
|  |                |                        |                        |       |                        |             |                        |             |  |  |              |              |                  | 6 |  |        |        |        |
|  |                |                        | Dominicaanse Republiek | 0     |                        |             |                        |             |  |  |              |              |                  |   |  |        |        |        |
|  |                | El Salvador            | Dominicaanse Republiek | 0     | 4                      |             |                        |             |  |  |              |              |                  |   |  |        |        |        |
|  |                | El Salvador            |                        |       | 4                      |             |                        |             |  |  |              |              |                  |   |  |        |        |        |
|  |                | Dominicaanse Republiek | 5                      |       |                        |             |                        |             |  |  |              |              |                  |   |  |        |        |        |
|  |                | Dominicaanse Republiek | 5                      |       | Dominicaanse Republiek | 1           |                        |             |  |  |              |              |                  |   |  |        |        |        |
|  |                |                        |                        |       | Dominicaanse Republiek | 1           |                        |             |  |  |              |              |                  |   |  |        |        |        |
|  |                |                        | Jamaica                | 0     |                        |             |                        |             |  |  |              |              |                  |   |  |        |        |        |
|  |                | Haïti                  | Jamaica                | 0     | 1                      |             |                        |             |  |  |              |              |                  |   |  |        |        |        |
|  |                |                        |                        |       | 1                      |             |                        |             |  |  |              |              |                  |   |  |        |        |        |
|  |                | Jamaica                | 2                      |       |                        |             |                        |             |  |  |              |              |                  |   |  |        |        |        |
|  |                |                        |                        |       |                        |             | Dominicaanse Republiek | 2 (4)       |  |  |              |              |                  |   |  |        |        |        |
|  |                |                        |                        |       |                        |             |                        |             |  |  |              |              |                  |   |  |        |        |        |
|  |                |                        | Guatemala              | 2 (2) |                        |             |                        |             |  |  |              |              |                  |   |  |        |        |        |
|  |                | Guatemala              | Guatemala              | 2 (2) | 1 (4)                  |             |                        |             |  |  |              |              |                  |   |  |        |        |        |
|  |                | Guatemala              |                        |       | 1 (4)                  |             |                        |             |  |  |              |              |                  |   |  |        |        |        |
|  |                | Canada                 | 1 (3)                  |       |                        |             |                        |             |  |  |              |              |                  |   |  |        |        |        |
|  |                | Canada                 | 1 (3)                  |       | Guatemala              | 1 (2)       |                        |             |  |  |              |              |                  |   |  |        |        |        |
|  |                |                        |                        |       | Guatemala              | 1 (2)       |                        |             |  |  |              |              |                  |   |  |        |        |        |
|  |                |                        | Mexico                 | 1 (1) |                        |             |                        |             |  |  |              |              |                  |   |  |        |        |        |
|  |                | Mexico                 | Mexico                 | 1 (1) | 6                      |             |                        |             |  |  |              |              |                  |   |  |        |        |        |
|  |                | Mexico                 |                        |       | 6                      |             |                        |             |  |  |              |              |                  |   |  |        |        |        |
|  |                | Puerto Rico            | 0                      |       |                        |             |                        |             |  |  |              |              |                  |   |  |        |        |        |

#### Achtste finale
|                            |                                                   |         |                    |                                                                            |
| 25 juni 2022 12:00 (UTC−6) | Costa Rica                                        | 4–1     | Trinidad en Tobago | Estadio Yankel Rosenthal, San Pedro Sula Scheidsrechter: José Torres (PUR) |
| 25 juni 2022 12:00 (UTC−6) | Alcócer 17' (pen.) Johnson 63' Rodríguez 68', 78' | Verslag | Khan 87'           | Estadio Yankel Rosenthal, San Pedro Sula Scheidsrechter: José Torres (PUR) |

|                            |      |         |            |                                                                    |
| 25 juni 2022 14:00 (UTC−6) | Cuba | 0–1     | Panama     | Estadio Nacional, Tegucigalpa Scheidsrechter: Luis Santander (MEX) |
| 25 juni 2022 14:00 (UTC−6) |      | Verslag | Rivera 66' | Estadio Nacional, Tegucigalpa Scheidsrechter: Luis Santander (MEX) |

|                            |                                                       |         |         |                                                                             |
| 25 juni 2022 15:00 (UTC−6) | Honduras                                              | 4–1     | Curaçao | Estadio Yankel Rosenthal, San Pedro Sula Scheidsrechter: Drew Fischer (CAN) |
| 25 juni 2022 15:00 (UTC−6) | Aceituno 4' Rodas 45+2' Ramos 58' Carrasco 85' (pen.) | Verslag | 11' Job | Estadio Yankel Rosenthal, San Pedro Sula Scheidsrechter: Drew Fischer (CAN) |

|                            |                                                                |         |           |                                                                    |
| 25 juni 2022 18:30 (UTC−6) | Verenigde Staten                                               | 5–0     | Nicaragua | Estadio Nacional, Tegucigalpa Scheidsrechter: Keylor Herrera (CRC) |
| 25 juni 2022 18:30 (UTC−6) | Sullivan 45+2', 65' Luna 56' (pen.) Pineda 73' (e.d.) Neal 87' | Verslag |           | Estadio Nacional, Tegucigalpa Scheidsrechter: Keylor Herrera (CRC) |

|                            |                                       |            |                                            |                                                                      |
| 26 juni 2022 14:00 (UTC−6) | Guatemala                             | 1–1 (n.v.) | Canada                                     | Estadio Nacional, Tegucigalpa Scheidsrechter: Daneon Parchment (JAM) |
| 26 juni 2022 14:00 (UTC−6) | Villagrán 120'                        | Verslag    | 100' (pen.) Habibullah                     | Estadio Nacional, Tegucigalpa Scheidsrechter: Daneon Parchment (JAM) |
| 26 juni 2022 14:00 (UTC−6) | Strafschoppen                         |            |                                            | Estadio Nacional, Tegucigalpa Scheidsrechter: Daneon Parchment (JAM) |
| 26 juni 2022 14:00 (UTC−6) | Santos Urizar Franco Bantes Villagrán | 4–3        | Pellegrino Poku Ferdinand Smith Habibullah | Estadio Nacional, Tegucigalpa Scheidsrechter: Daneon Parchment (JAM) |

|                            |           |         |                       |                                                                                  |
| 26 juni 2022 16:00 (UTC−6) | Haïti     | 1–2     | Jamaica               | Estadio Olímpico Metropolitano, San Pedro Sula Scheidsrechter: Iván Barton (SLV) |
| 26 juni 2022 16:00 (UTC−6) | Jeudy 50' | Verslag | 4' Clarke 84' Ximines | Estadio Olímpico Metropolitano, San Pedro Sula Scheidsrechter: Iván Barton (SLV) |

|                            |                                                    |         |                                                                  |                                                                   |
| 26 juni 2022 18:30 (UTC−6) | El Salvador                                        | 4–5     | Dominicaanse Republiek                                           | Estadio Nacional, Tegucigalpa Scheidsrechter: Said Martínez (HON) |
| 26 juni 2022 18:30 (UTC−6) | Gil 9', 37' (pen.) Arévalo 43' Esquivel 57' (pen.) | Verslag | 6' Boatwright 13' Gomez 47', 60' Montes de Oca 78' (pen.) Azcona | Estadio Nacional, Tegucigalpa Scheidsrechter: Said Martínez (HON) |

|                            |                                                                          |         |             |                                                                                        |
| 26 juni 2022 20:30 (UTC−6) | Mexico                                                                   | 6–0     | Puerto Rico | Estadio Olímpico Metropolitano, San Pedro Sula Scheidsrechter: Randy Encarnación (DOM) |
| 26 juni 2022 20:30 (UTC−6) | Ambriz 24' Torres 33' Lozano 49' Mariscal 53' Violante 71' Hernández 79' | Verslag |             | Estadio Olímpico Metropolitano, San Pedro Sula Scheidsrechter: Randy Encarnación (DOM) |

#### Kwartfinale
Winnaars komen in aanmerking voor het wereldkampioenschap van 2023.
|                            |                  |         |            |                                                                                    |
| 28 juni 2022 18:00 (UTC−6) | Verenigde Staten | 2–0     | Costa Rica | Estadio Olímpico Metropolitano, San Pedro Sula Scheidsrechter: Oshane Nation (JAM) |
| 28 juni 2022 18:00 (UTC−6) | Aaronson 5', 49' | Verslag |            | Estadio Olímpico Metropolitano, San Pedro Sula Scheidsrechter: Oshane Nation (JAM) |

|                            |            |         |                          |                                                                                  |
| 28 juni 2022 21:00 (UTC−6) | Panama     | 1–2     | Honduras                 | Estadio Olímpico Metropolitano, San Pedro Sula Scheidsrechter: Marco Ortiz (MEX) |
| 28 juni 2022 21:00 (UTC−6) | Gorday 22' | Verslag | 42', 74' (pen.) Aceituno | Estadio Olímpico Metropolitano, San Pedro Sula Scheidsrechter: Marco Ortiz (MEX) |

|                            |                        |         |         |                                                                                 |
| 29 juni 2022 18:00 (UTC−6) | Dominicaanse Republiek | 1–0     | Jamaica | Estadio Olímpico Metropolitano, San Pedro Sula Scheidsrechter: Reon Radix (GRN) |
| 29 juni 2022 18:00 (UTC−6) | Montes de Oca 10'      | Verslag |         | Estadio Olímpico Metropolitano, San Pedro Sula Scheidsrechter: Reon Radix (GRN) |

|                            |                              |         |                                            |                                                                                    |
| 29 juni 2022 21:00 (UTC−6) | Guatemala                    | 1–1     | Mexico                                     | Estadio Olímpico Metropolitano, San Pedro Sula Scheidsrechter: Said Martinez (HON) |
| 29 juni 2022 21:00 (UTC−6) | Ordoñez 39'                  | Verslag | 74' Lozano                                 | Estadio Olímpico Metropolitano, San Pedro Sula Scheidsrechter: Said Martinez (HON) |
| 29 juni 2022 21:00 (UTC−6) | Strafschoppen                |         |                                            | Estadio Olímpico Metropolitano, San Pedro Sula Scheidsrechter: Said Martinez (HON) |
| 29 juni 2022 21:00 (UTC−6) | Gaitán Cardoza Santos Bantes | 2–1     | Hernández Violante Leone Alcántar González | Estadio Olímpico Metropolitano, San Pedro Sula Scheidsrechter: Said Martinez (HON) |

#### Halve finale
Winnaars kwalificeren voor het voetbaltoernooi op de Olympische Zomerspelen 2024.
|                           |                                              |            |                               |                                                                                       |
| 1 juli 2022 17:00 (UTC−6) | Dominicaanse Republiek                       | 2–2 (n.v.) | Guatemala                     | Estadio Olímpico Metropolitano, San Pedro Sula Scheidsrechter: Daneon Parchment (JAM) |
| 1 juli 2022 17:00 (UTC−6) | De Peña 62' Azcona 64'                       | Verslag    | 23' Ordoñez 29' (e.d.) Mañón  | Estadio Olímpico Metropolitano, San Pedro Sula Scheidsrechter: Daneon Parchment (JAM) |
| 1 juli 2022 17:00 (UTC−6) | Strafschoppen                                |            |                               | Estadio Olímpico Metropolitano, San Pedro Sula Scheidsrechter: Daneon Parchment (JAM) |
| 1 juli 2022 17:00 (UTC−6) | Jungbauer Montes de Oca Azcona De Peña María | 4–2        | Gaitán Cardoza Franco Ordoñez | Estadio Olímpico Metropolitano, San Pedro Sula Scheidsrechter: Daneon Parchment (JAM) |

|                           |                                           |         |          | |
| 1 juli 2022 20:00 (UTC−6) | Verenigde Staten                          | 3–0     | Honduras | Estadio Olímpico Metropolitano, San Pedro Sula Toeschouwers: 18.000 Scheidsrechter: Iván Barton (SLV) |
| 1 juli 2022 20:00 (UTC−6) | Aaronson 3' Alvarado Jr. 22' Sullivan 43' | Verslag |          | Estadio Olímpico Metropolitano, San Pedro Sula Toeschouwers: 18.000 Scheidsrechter: Iván Barton (SLV) |

#### Finale
|                           |                                                                |         |                        | |
| 3 juli 2022 18:00 (UTC−6) | Verenigde Staten                                               | 6–0     | Dominicaanse Republiek | Estadio Olímpico Metropolitano, San Pedro Sula Toeschouwers: 100 Scheidsrechter: Drew Fischer (CAN) |
| 3 juli 2022 18:00 (UTC−6) | Wolff 17' Aaronson 37', 56' Allen 39' McGlynn 53' Tsakiris 61' | Verslag |                        | Estadio Olímpico Metropolitano, San Pedro Sula Toeschouwers: 100 Scheidsrechter: Drew Fischer (CAN) |

## Kwalificatie internationale toernooien

### Gekwalificeerd voor WK–20
De volgende vier landen kwalificeerden zich namens de CONCACAF voor het wereldkampioenschap voetbal onder 20 van 2023.
| Team                   | Gekwalificeerd op | Vorige deelnames op Wereldkampioenschap voetbal onder 201                                           |
| ---------------------- | ----------------- | --------------------------------------------------------------------------------------------------- |
| Verenigde Staten       | 28 juni 2022      | 16 (1981, 1983, 1987, 1989, 1993, 1997, 1999, 2001, 2003, 2005, 2007, 2009, 2013, 2015, 2017, 2019) |
| Honduras               | 28 juni 2022      | 8 (1977, 1995, 1999, 2005, 2009, 2015, 2017, 2019)                                                  |
| Dominicaanse Republiek | 29 juni 2022      | 0 (debuut)                                                                                          |
| Guatemala              | 29 juni 2022      | 1 (2011)                                                                                            |

1 Vet betekent kampioen. Schuin betekent gastland dat jaar.

### Gekwalificeerd voor de Olympische Spelen
De volgende twee landen van de CONCACAF kwalificeerden zich voor het voetbaltoernooi voor mannen op de Olympische Zomerspelen van 2024.
| Team                   | Gekwalificeerd op | Vorige deelnames Olympische Zomerspelen1                                                |
| ---------------------- | ----------------- | --------------------------------------------------------------------------------------- |
| Dominicaanse Republiek | 1 juli 2022       | 0 (debuut)                                                                              |
| Verenigde Staten       | 1 juli 2022       | 14 (1904, 1924, 1928, 1936, 1948, 1952, 1956, 1972, 1984, 1988, 1992, 1996, 2000, 2008) |

1 Vet betekent kampioen. Schuin betekent gastland dat jaar.
1962 · 1964 · 1970 · 1973 · 1974 · 1976 · 1978 · 1980 · 1982 · 1984 · 1986 · 1988 · 1990 · 1992 · 1994 · 1996 · 1998 · 2001 · 2003 · 2005 · 2007 · 2009 · 2011 · 2013 · 2015 · 2017 · 2018 · 2022

Jeugdtoernooi CONCACAF mannen: onder 17 · onder 15

Jeugdtoernooi CONCACAF vrouwen: onder 20 · onder 17 · onder 15